# Slick Watts
Slick Watts, właśc. Donald Earl Watts (ur. 22 lipca 1951 w Rolling Fork, zm. 15 marca 2025) – amerykański koszykarz występujący na pozycjach rzucającego obrońcy oraz niskiego skrzydłowego. Laureat nagrody J. Walter Kennedy Citizenship Award, wybrany do składu najlepszych obrońców ligi NBA.

## Życiorys
Przystąpił do draftu NBA w 1973, jednak nie został wybrany przez żaden z zespołów. Jego były trener z Xavier University of Louisiana okazał się być kuzynem Billa Russella, ówczesnego trenera oraz generalnego menedżera Seattle SuperSonics. Russell zaprosił Wattsa na obóz szkoleniowy, po czym podpisał z nim umowę. W ten sposób dostał się on w szeregi NBA po niefortunnym dla niego drafcie.
Sezon 1975/1976 był najbardziej udanym w jego sportowej karierze. Watts jako pierwszy zawodnik w historii NBA został liderem ligi zarówno w asystach, jak i przechwytach. Został także zaliczony do pierwszego składu defensywnego obrońców ligi. Otrzymał także nagrodę – J. Walter Kennedy Citizenship Award, przyznawaną co sezon zawodnikowi, który wykazał się największą działalnością charytatywną.
4 stycznia 1978 Watts został wytransferowany do New Orleans Jazz, w zamian za przyszły wybór pierwszej rundy draftu 1981 (Danny Vranes). Jeszcze przed rozpoczęciem kolejnego sezonu był już zawodnikiem Houston Rockets. Został wymieniony we wrześniu 1978 za kolejny wybór pierwszej rundy draftu 1981 (Danny Schayes). Karierę zakończył w 1979.
Pseudonim Slick nadano mu dlatego, że jako jeden z pierwszych zawodników w historii ligi zaczął golić głowę.
Po zakończeniu kariery sportowej został nauczycielem wychowania fizycznego w szkole podstawowej w Dearborn Park oraz trenerem koszykówki w liceum Franklina w Seattle.
W 2001 spędził 22 dni w szpitalu z powodu sarkoidozy. W wyniku choroby schudł ponad 22 kg, zanim jego stan uległ poprawie

## Osiągnięcia
NBA
- Uczestnik meczu gwiazd Legend NBA (1987)[4]
- Wybrany do I składu defensywnego NBA (1976)[5]
- Zdobywca nagrody J. Walter Kennedy Citizenship Award (1976)[6]
- Lider NBA w:
  - asystach (1976)[7]
  - przechwytach (1976)[8]